# Проспект Руставелі (Тбілісі)

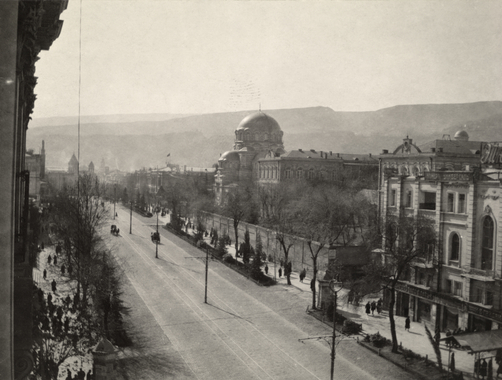
Вид на проспект Руставелі (тоді Головінський проспект), 1920 рік

Проспект Руставелі (груз. რუსთაველის გამზირი) — центральний проспект Тбілісі, названий на честь середньовічного грузинського поета Шота Руставелі. Загальна довжина проспекту, що простягнувся від площі Свободи до площі Руставелі, становить близько 1,5 км.
До 1918 року назвався Головінський проспект на честь одного з російських генералів, що керував підкоренням Кавказу — Є. О. Головіна.
На проспекті розташована велика кількість урядових, громадських, культурних і комерційних будівель, серед яких Парламент Грузії, церква Кашветі, Академія наук Грузії, Національний музей Грузії, театр опери та балету імені Паліашвілі, театр імені Шота Руставелі, Тбіліський російський драматичний театр імені О. С. Грибоєдова та інші. По обидва боки проспекту посаджені платани.
На проспекті Руставелі відбувалися криваві події при розгоні радянськими військами антирадянської демонстрації в 1989 та під час протистояння прибічників Звіада Гамсахурдіа з урядовими військами в грудні 1991 — січні 1992 років, а також антиурядові виступи 2007 і 2011 років.

## Історичні будівлі і споруди
- Тіфліський кадетський корпус